# Donacoscaptes donzella
Donacoscaptes donzella là một loài bướm đêm trong họ Crambidae.